# Thigmomorphogenèse

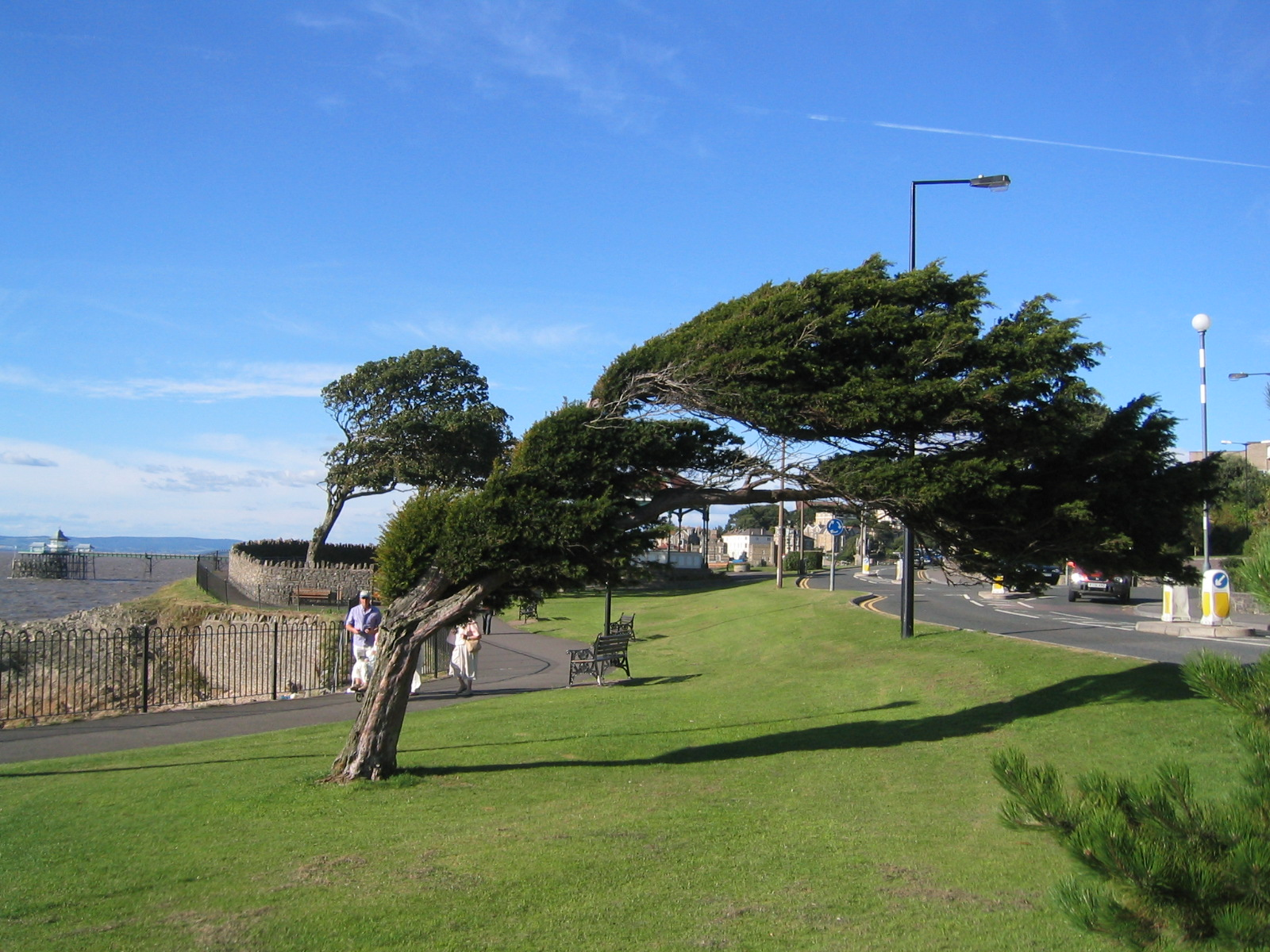
Les anémomorphes végétaux sont fréquents en région venteuse : ici un if du front de mer avec un port en « drapeau » sous l'effet du vent.

La thigmomorphogenèse (du grec θιγμο, thigmo, toucher, μορφή, morphé, forme et γένεσις, genesis, genèse ou construction, signifiant littéralement : construction de la forme des plantes par le toucher) regroupe l'ensemble des réponses de croissance d'une plante à la suite d'une stimulation mécanique transitoire (vent, courant d'une rivière, piétinement, arrachement…). Cet accomodat concerne de très nombreuses espèces de plantes ligneuses et herbacées. Ce phénomène physiologique n'inclut donc pas les réponses d'une plante à son propre poids (gravitropisme). Si la croissance est orientée, on parlera de thigmotropisme.
La thigmomorphogenèse est un terme plus générique que l'anémomorphose qui se concentre principalement sur l'effet du vent.

## Réponses thigmomorphogénétiques macroscopiques
Pour mettre en avant la thigmomorphogenèse, il est possible de fléchir tout ou partie d'une plante ou à l'inverse de comparer la croissance d'une plante tuteurée ou haubanée avec celle d'une plante libre de ses mouvements dans le vent.

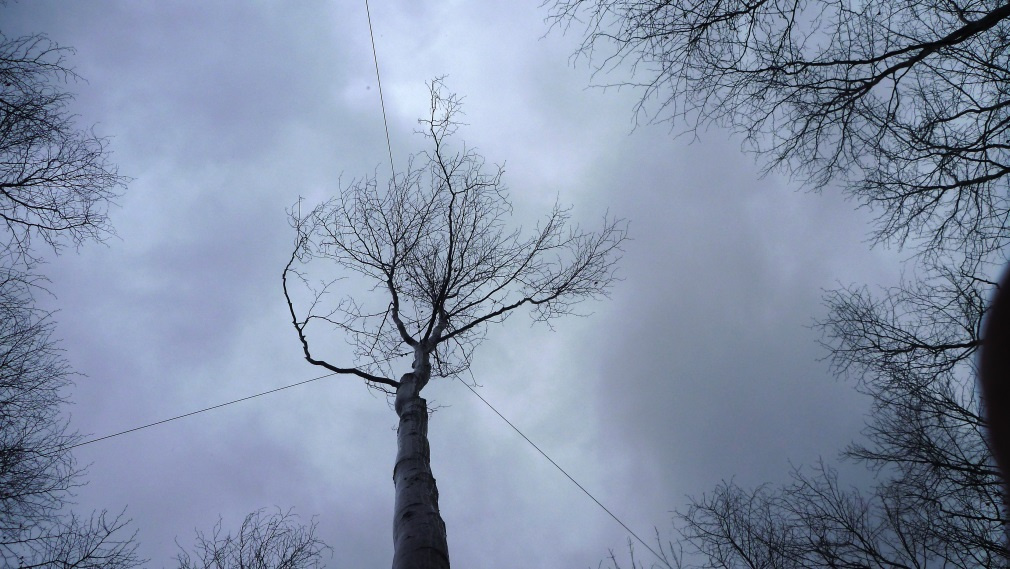
Haubanage d'un hêtre en forêt de Haye.
3 câbles en acier maintiennent fermement l'arbre à la base du houppier et diminuent ainsi la perception de l'arbre à des stimulations mécaniques du vent.

La grande majorité des expériences sur la thigmomorphogenèse ont permis de décrire les réponses caractéristiques suivantes :
- une diminution de la croissance en longueur des axes[1],[2]. Cette diminution affecte non seulement la tige principale mais également l'ensemble des branches[3],[4] ainsi que la surface foliaire[5]. Le ralentissement de la croissance s'observe non seulement par la flexion mais aussi par le simple contact avec la main (quelques secondes par jour suffisent) assimilé comme un stress mécanique[6] ;
- une diminution de la capacité des plantes à se reproduire sexuellement[7] impactant la floraison et la fructification ;
- une augmentation de la croissance en diamètre des tiges et des branches[1],[8],[9] chez les plantes disposant d'un cambium. Un point important à noter est que l'augmentation de la croissance en diamètre est étonnamment localisée au lieu de la stimulation mécanique chez les arbres[9],[10] ;
- une augmentation de la croissance racinaire[11],[12] avec des racines plus longues et de plus grosses sections ;
- une modification de l’architecture racinaire et aérienne. Richter et al. (2009)[13] a mis en évidence qu'une flexion transitoire de 20 s était suffisante pour initier la genèse de nouvelles racines latérales chez Arabidopsis Thaliana. La thigmomorphogénèse augmente aussi le nombre de branches portées par les axes, chez la rose[4] ;
- une modification des propriétés mécaniques des organes des végétaux[14] comme le module d'élasticité ou le comportement à la rupture. Dans le cas d'espèces monocotylédones, comme blé ou le maïs les stimulations mécaniques augmente le module d'élasticité de la tige et surtout celui des racines[15],[16]. À l'inverse, chez les dicotylédones, et chez les arbres en particulier, les stimulations mécaniques diminueraient le module d'élasticité de la tige[10]. L’appellation de « bois de flexion »[10], par analogie au bois de réaction, fut proposée pour désigner le bois formé sous l'effet de la thigmomorphogénèse.

Malgré ces profondes modifications, la biomasse totale des plantes stimulées mécaniquement est souvent comparable à celle des plantes témoins,. La vision la plus partagée est que la thigmomorphogenèse modifierait très fortement l'allocation de la biomasse et peu ou pas l'acquisition de ressource. Une partie des photosynthétats alloués en l'absence de sollicitation mécanique à la croissance primaire des tiges et des feuilles d'une part et à celle des organes sexuels d'autre part serait donc réorientée à la suite de la perception d'un signal mécanique, au profit de la croissance racinaire et de la croissance en diamètre des axes.
L'étude de la cinétique de croissance avec une fine résolution temporelle a permis la caractérisation précise des effets d'une unique flexion d'intensité contrôlée,. Un stimulus mécanique provoque un arrêt quasi immédiat de la croissance chez la tomate pendant une heure environ. La croissance en longueur retrouve une vitesse identique à celle du témoin 9 h après le stimulus, sans aucune compensation. La diminution de la taille des axes de plantes stimulées par rapport à des plantes témoins décrites précédemment serait donc due à des arrêts de croissances répétés. Dans le cas de la croissance en épaisseur, un stimulus mécanique provoque comme pour la croissance primaire, un arrêt de croissance pendant environ 4 h chez le peuplier. La croissance secondaire est par contre ensuite fortement augmentée pendant 3 jours en moyenne après le stimulus ce qui fait plus que compenser l'inhibition initiale et explique l'augmentation caractéristique de l'épaisseur des axes.

## Mécanisme: de la perception à la réponse
On a longtemps mal compris ce que les plantes percevaient réellement du stimulus mécanique : on sait maintenant que les tissus vivants des plantes sont capables de percevoir la déformation mécanique (en) de leurs cellules. La « pression » du vent déforme la membrane plasmique, et agit sur des canaux mécanosensibles qui activent des courants ioniques (canaux protéiques qui laissent passer les ions calcium). La déformation est également perçue par le cytosquelette et la vacuole qui modifie la pression de turgescence en réponse. En quelques secondes, le stimulus se propage vers les zones de croissance par un processus analogue à l’influx nerveux,. Ainsi lorsqu'un arbre est soumis à du vent, ce n'est pas l'apex de l'arbre qui perçoit la vitesse de l'air autour de lui. En réalité, le vent fléchit l'ensemble des axes de la plante qui par réaction vont se déformer. De plus, les plantes transmettent à leur voisine leur perception du vent, ce qui permet d'adapter leur croissance en fonction de leur environnement.
Les analyses moléculaires permettent d'étudier l'expression de 2000 à 3000 gènes dont les protéines sont impliquées dans la thigmomorphogenèse. Le taux des transcrits de pal et d'extensine (ou HRGP), qui sont des protéines agissant directement sur la croissance, est fortement augmenté à la suite de la stimulation mécanique. Par ailleurs, la transduction du signal mécanique implique l'expression de la calmoduline, calciprotéine qui en s'associant aux ions calcium, conduit à la modification de l'expression des gènes.

## Accommodation de la perception mécanique
En conditions naturelles, les plantes sont en permanence fléchies par le vent. Des expériences se sont donc penchées non pas sur l'effet d'un stimulus unique mais des stimulus répétés. De jeunes arbres soumis à des flexions successives ont montré que les réponses thigmomorphogénétiques sont beaucoup plus fortes pour les premières stimulations que pour les suivantes,. De façon similaire, des stimuli mécaniques répétés chez la Sensitive « entraînent » celle-ci à répondre de moins en moins si les stimuli restent les mêmes. Ce mécanisme est transitoire puisqu'on observa une recouvrance de la sensibilité mécanique originelle des peupliers après 6 jours sans flexion. Cette désensibilisation transitoire de la perception constitue un cas  d’accommodation sensorielle (en référence à l'accommodation de la perception visuelle).
Les travaux à l'échelle moléculaire permettent d'aller plus loin. Une analyse de la transcription des gènes montre que la majeure partie des gènes exprimés à la suite d'une première flexion ne le sont plus après une seconde flexion réalisée 24h plus tard. Parmi ces gènes, Zfp2 serait un acteur important chez le peuplier et le noyer. 

## Caractère adaptatif (face au vent)
La thigmomorphogénèse s'inscrit évidemment dans la perspective d'une diminution des dommages mécaniques et de la mortalité, encore faut-il prouver qu'elle augmente la survie face aux chargements mécaniques sans être trop préjudiciable à d'autres fonctions que la plante doit remplir.
Le vent étant le principal « agitateur » de plantes, cette section s'intéresse en particulier à l'acclimatation au vent.

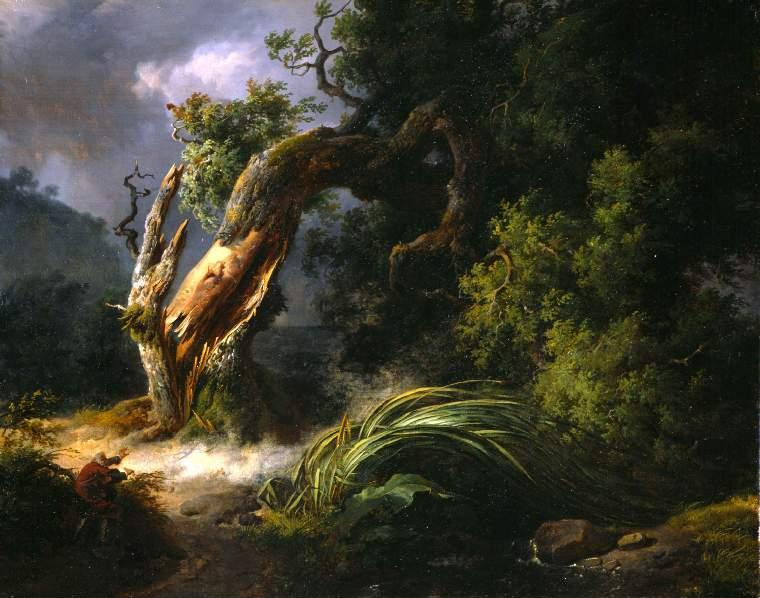
Deux stratégies des plantes face au vent : « évitement » du vent pour le roseau (forte reconfiguration aérodynamique) et "tolérance" au vent pour le chêne (forte résistance de la tige et de l'ancrage). Contrairement à la morale de la fable, les deux stratégies sont efficaces et coexistent dans la nature.

Parmi les réponses thigmomorphogénétiques présentées, la diminution de la croissance en longueur et de la surface foliaire diminue d'une part la prise au vent, mais aussi les bras de levier (de la tige et des branches). En conséquence, le moment de flexion induit par le vent est plus faible que pour un arbre n’ayant pas présenté de réponses thigmomorphogénétiques. D'autre part, la thigmomorphogénèse diminue la rigidité des pétioles, augmentant la reconfiguration aérodynamique de l'arbre dans le vent. Enfin, le bois de flexion apparaît plus déformable, c'est-à-dire qu'il peut subir de plus fortes déformations avant d'être endommagé. Ces modifications participent à une stratégie d'évitement du vent puisqu'elles diminuent la force de traînée. C'est la stratégie qu'emploie le roseau qui « plie et ne rompt pas » dans la fable de La Fontaine (1668) alors que le chêne reste droit face au vent et résiste à ses assauts, ce qui relève de l'autre grand type de stratégie employée par les plantes, celle de la tolérance au « vent ». L'augmentation de leur croissance en épaisseur amène par ailleurs des tiges plus rigides et plus résistantes à la rupture. De plus l'augmentation du nombre de racines et de leur croissance par thigmomorphogénèse conduit à une meilleure efficacité de l'ancrage. Une plante qui suit une stratégie de tolérance au vent subit alors une traînée plus importante qu'une plante qui suivrait une stratégie d'évitement, mais son tronc plus résistant ainsi que son meilleur ancrage lui permettent « d'encaisser » ce surplus de force. Si La Fontaine tire une morale de la victoire du roseau sur le chêne, dans la nature, les 2 stratégies coexistent et aucune ne peut être déclarée comme meilleure.
L'acclimatation au vent conduit les plantes à ne pas trop dépasser la hauteur de leurs voisines et à ne pas trop émerger de la canopée. Les plantes sont ainsi moins exposées au vent et aux passages des animaux, ce qui diminue le risque que leur tige soit cassée.
Les arbres avec un port « en drapeaux » profilé dans la direction de forts vents dominants, représentent la forme la plus connue d'acclimatation des arbres aux vents. Telewski (2012) s'est demandé si les arbres obtenaient activement un tel port auquel cas il s'agirait d'une forme poussée de thigmotropisme ou bien s'il résultait d'un processus bio-physique passif de la part de l'arbre pendant lequel les branches se profileraient en pliant sous le vent lorsqu'elles sont jeunes, petites et flexibles, avec une forme qui serait ensuite figée par la croissance en épaisseur au cours du temps. Bien que la possibilité d'un tropisme ne soit pas écartée, il privilégie l'hypothèse d'une forme acquise passivement.

Un effet de la thigmomorphogenèse ? Exemples d'arbres sculptés par un vent fort et constant
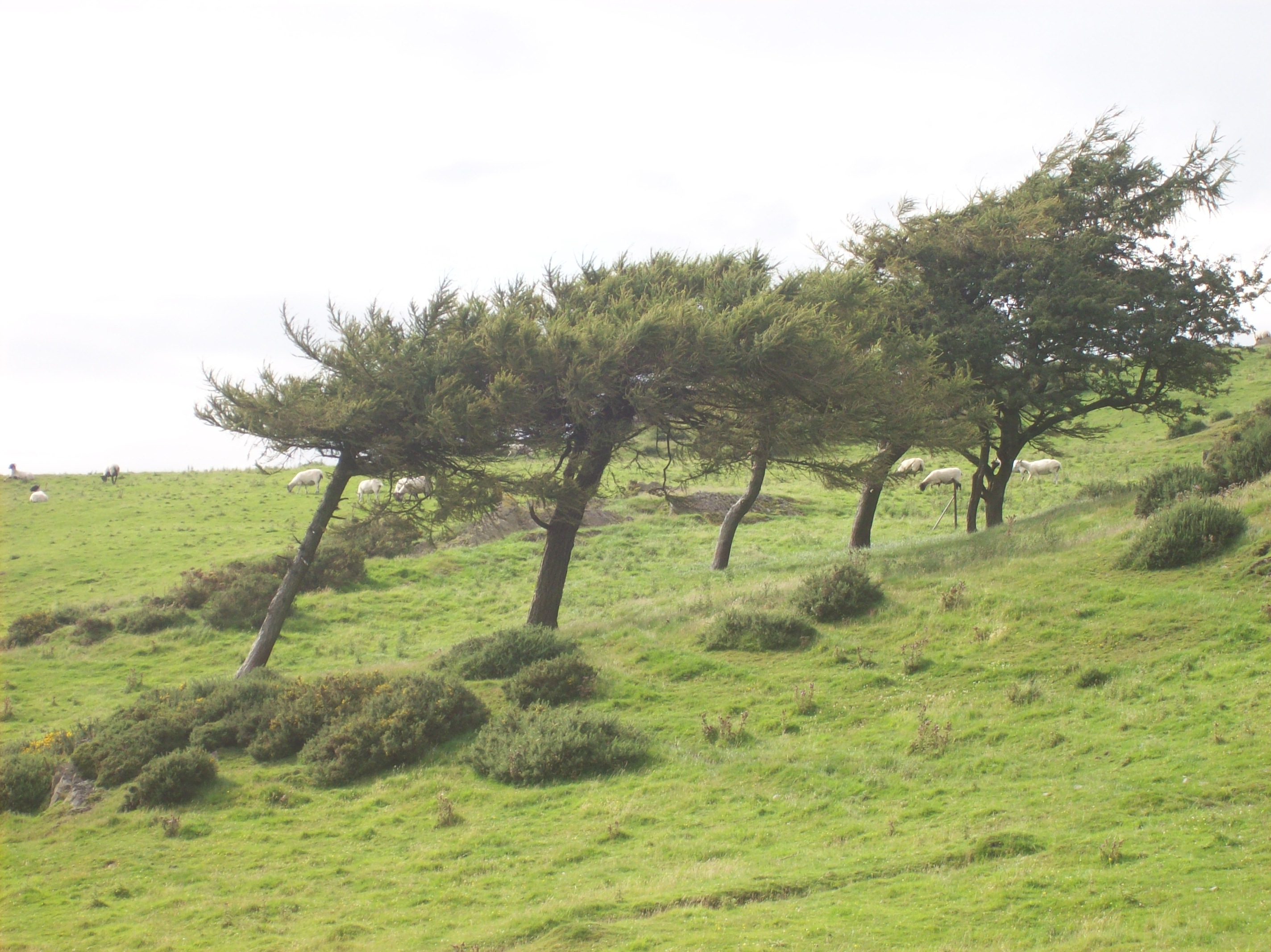
Mélèzes d'Europe (Larix decidua) près de la tour du Hoad Monument dans le nord-ouest de l'Angleterre
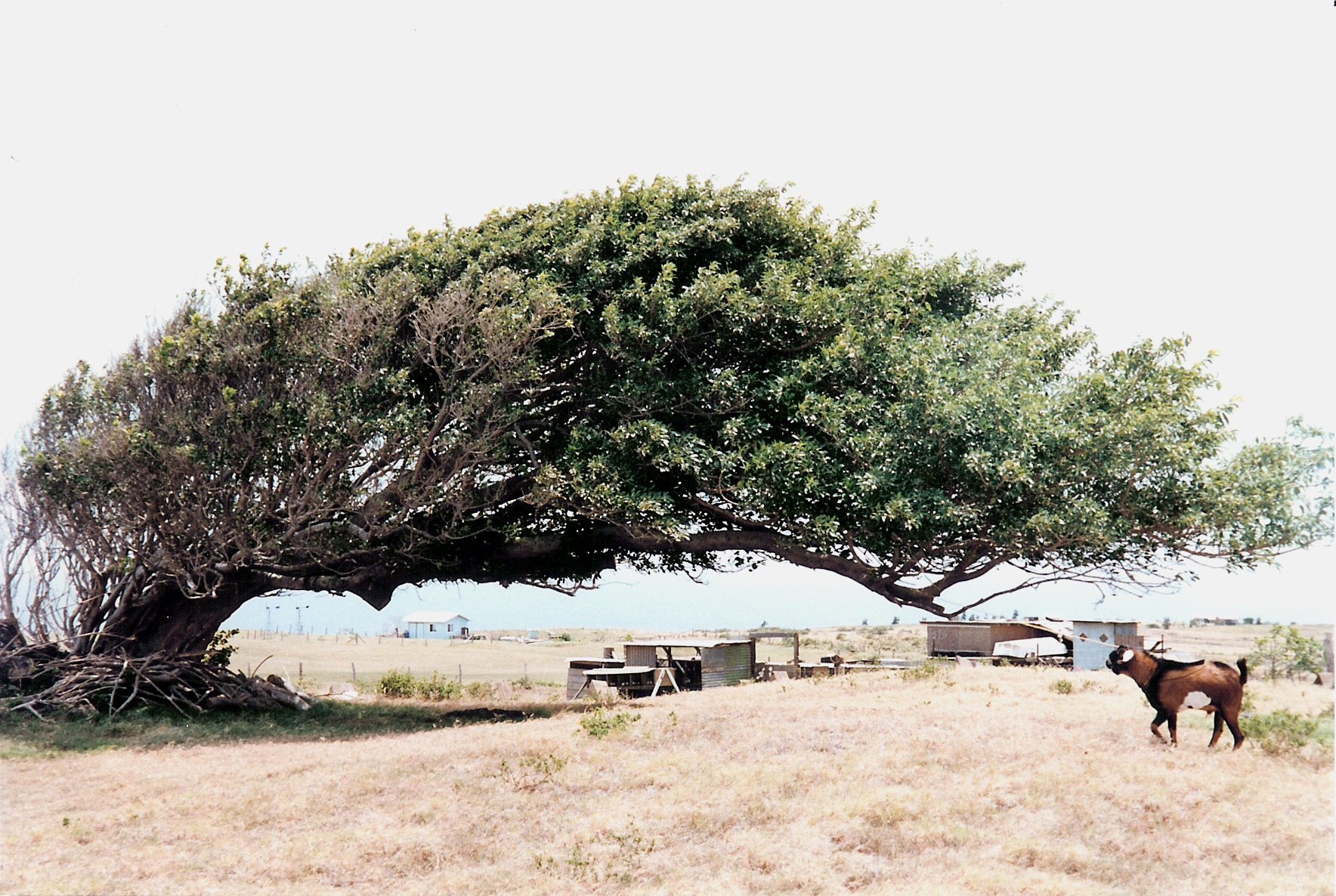
Photo prise à Ka Lae, Hawaii, USA
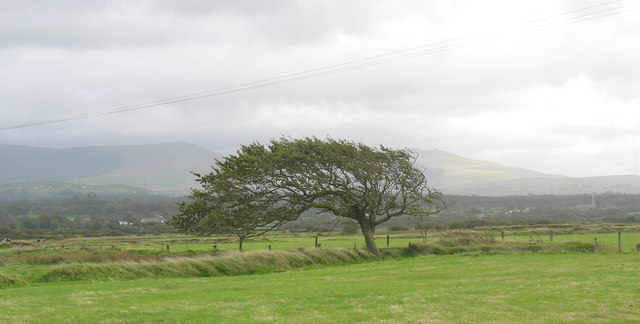
Photo prise près de l'aéroport de Caernarfon au Royaume-Uni
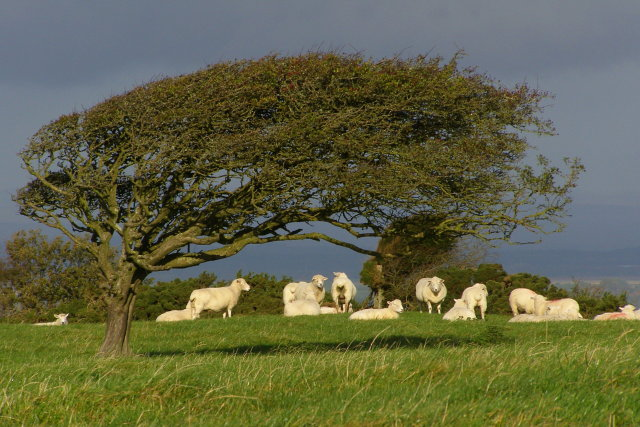
Photo prise sur l'île de Purbeck, au bord de la Manche.

Deux fonctions biologiques majeures entrent a priori en conflit avec la thigmomorphogénèse : la reproduction et l'acquisition de la lumière. La reproduction sexuée, énergivore, est en effet fortement réduite par la thigmomorphogénèse. C'est par contre moins clair dans le cas de la reproduction asexuée, mais cette dernière n'offre aucun brassage génétique. La diminution de la surface foliaire et de la croissance en longueur  sont susceptibles de diminuer à terme la capacité des plantes à explorer l'espace et capter la lumière, diminuant ainsi leur valeur adaptative. Dans cette optique, l'accommodation de la perception mécanique à des stimulations répétées prend alors tout son sens en termes de compromis fonctionnel dépendant de l’environnement. En condition naturelle, les plantes sont sans cesse soumises au vent et réagir trop souvent pourrait être délétère pour l'acquisition de la lumière ou la reproduction. La désensibilisation ne doit cependant pas être trop forte car dans ce cas, la plante ne s'acclimaterait plus assez efficacement au vent et risquerait de casser. L'accommodation de la sensibilité est donc un processus clé dans le traitement du signal mécanique et la thigmomorphogénèse.
Le caractère adaptatif de la thigmomorphogénèse dépend des plantes, de leur stratégie écologique et de l'environnement dans lequel elle se trouve.

## Applications
Ce mécanisme a été largement étudié depuis les années 1980, mais il y a encore peu d'applications techniques.
- Horticulture : l'ASTREDHOR réalise des essais de stimulation mécanique sur l'apex des végétaux (hibiscus, poinsettia, pélargonium et chrysanthème) pour obtenir des sujets compacts, ce qui est recherché par les acheteurs de plantes ornementales, tout en évitant de recourir à des régulateurs de croissance.
- Tuteurage/haubanage : Les quelques années qui suivent la transplantation d'arbres et de plantes de grandes tailles sont critiques car les plantes doivent s'adapter à leur nouvel environnement mécanique souvent très différent de celui de la pépinière. Une pratique courante est alors d'haubaner ou de tuteurer fermement les arbres pendant quelques années afin qu'ils ne soient pas détruits par le premier coup de vent fort. Cependant, le fait de ne laisser aucune liberté de mouvement aux arbres les empêche de percevoir le vent de leur environnement et de s'y adapter par thigmomorphogenèse. En conséquence, on constate des dégâts par le vent importants une fois les haubans enlevés[citation nécessaire]. La solution consiste à utiliser un haubanage très "lâche", qui va limiter la course de l'arbre dans le vent (et ainsi prévenir les dégâts) tout en permettant à l'arbre de se confronter au vent et de s'y endurcir en améliorant la résistance de son ancrage ou de sa tige. Le haubanage de motte constitue aussi une technique intéressante.

- Agronomie :

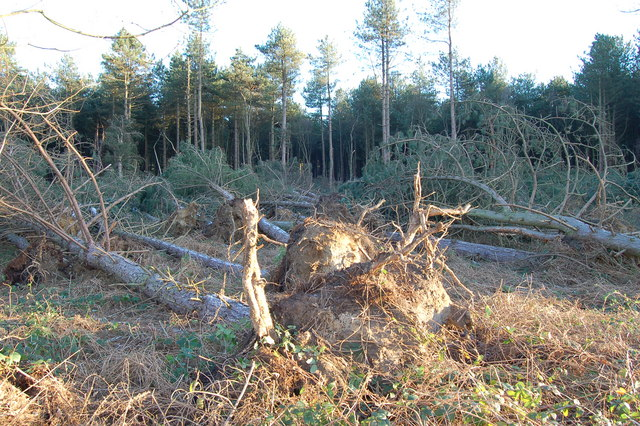
Dégâts de tempête en forêt. La parcelle voisine a été récemment coupée, fragilisant les arbres adjacents en les exposant à de forts vents. Le risque de dégâts (chablis) à la suite d'une coupe ou une éclaircie diminue à mesure que les arbres adaptent leurs dimensions.

  - la sélection de variétés de blé sur des critères de performance thigmomorphogénétique permettrait de réduire la verse dans les champs de céréales et l'emploi de raccourcisseur.
  - les haies brise-vents
- Sylviculture : les tempêtes constituent la première source de dégâts pour les forêts européennes, devant les incendies de forêts[29]. Une meilleure compréhension de la capacité naturelle des arbres à résister au vent permettra de prédire les peuplements forestiers à risque, de préconiser des itinéraires sylvicoles adaptés ou encore de mettre en place des systèmes de dédommagement et d'assurance pertinents.